# Polycaena timur
Polycaena timur är en fjärilsart som beskrevs av Otto Staudinger 1886. Polycaena timur ingår i släktet Polycaena och familjen Riodinidae. Inga underarter finns listade i Catalogue of Life.